# Квинт Хатерий Антонин (консул 53 г.)
Квинт Хатерий Антонин (на латински: Quintus Haterius Antoninus) е политик и сенатор на Римската империя.

## Произход и кариера
Син е на Децим Хатерий Агрипа и Домиция Лепида Старша, дъщеря на Антония Старша и Луций Домиций Ахенобарб и племенница на император Август. Внук по баща е на оратора Квинт Хатерий (суфектконсул 5 пр.н.е.) и правнук по майчина линия на Марк Антоний и Октавия Младша, по-голямата сестра на Август. Първи братовчед е на императрица Валерия Месалина, консул Марк Валерий Месала Корвин, консул Фауст Корнелий Сула Феликс и император Нерон и втори братовчед на император Калигула и император Клавдий.
През 53 г. от януари до юни той е консул заедно с Децим Юний Силан Торкват. По време на консулата му16-годишният Нерон се жени за Октавия, дъщерята на император Клавдий. През 57 – 58 г. той загубва цялото си състояние и получава лична пенсия от Нерон.